# Literatura de Hungría
Se denomina literatura húngara fundamentalmente a la literatura escrita en idioma húngaro, sobre todo, aunque no únicamente, en Hungría. La literatura húngara también puede incluir obras escritas en otras lenguas, en especial el latín, siempre que tengan una relación geográfica o cultural con Hungría. Aunque ha sido prácticamente desconocida en el mundo occidental durante siglos, la literatura húngara ha adquirido mayor notoriedad a finales del siglo XX gracias a la aparición de figuras como Antal Szerb, Sándor Márai o Magda Szabó, cuyas obras se han traducido a gran número de idiomas.

## Literatura húngara antigua y medieval

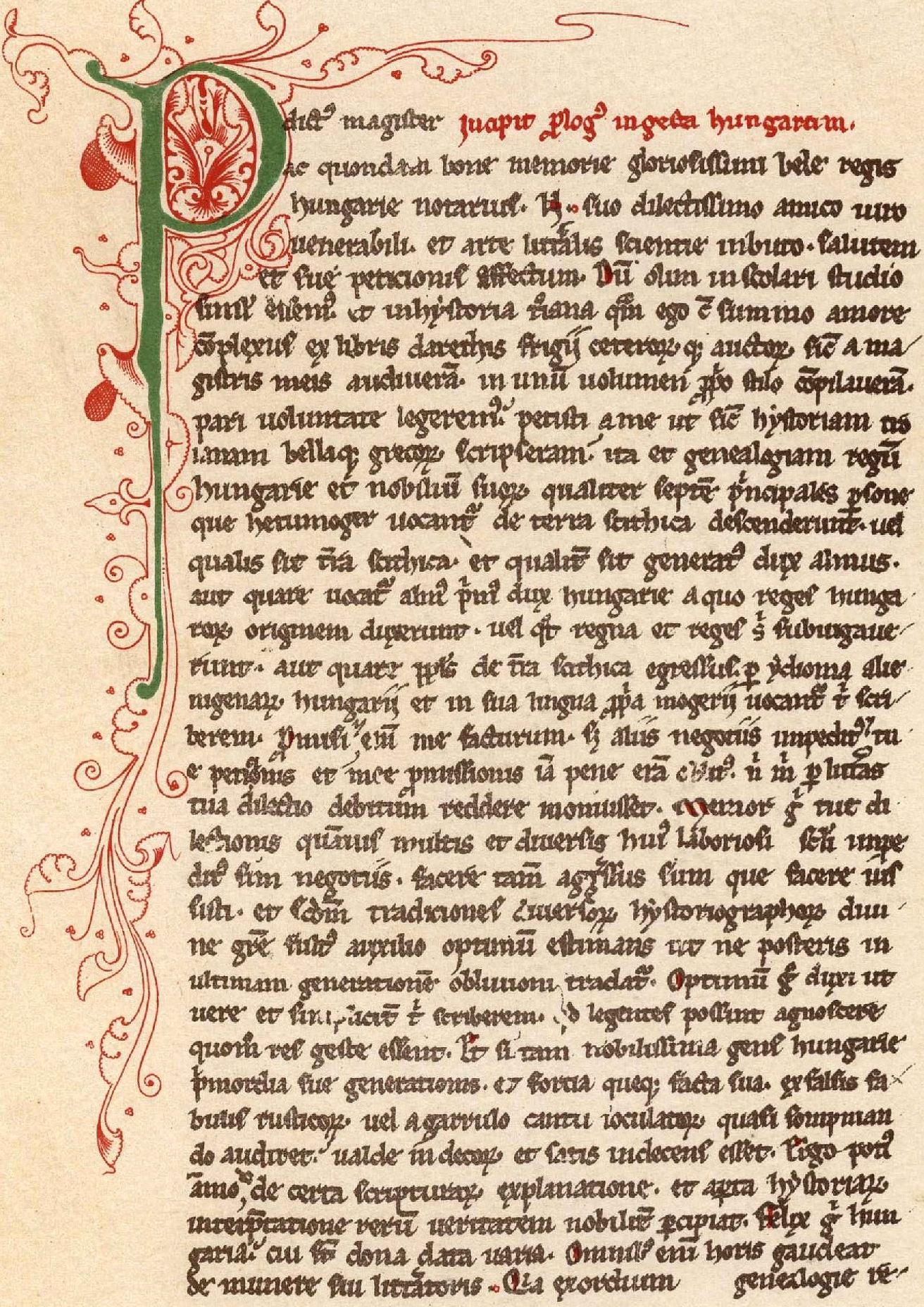
Página de la Gesta Hungarorum

Los comienzos del idioma húngaro como tal (conocidos como "periodo proto-húngaro") se sitúa alrededor del año 1000 a. C., cuando, según las investigaciones científicas actuales, se separó de sus lenguas hermanas, las lenguas úgricas. En sus inicios, el húngaro se escribía con una escritura rúnica —aunque no se empleaba para fines literarios, en el sentido moderno del término—. Esta escritura fue sustituida por el alfabeto latino con la cristianización de Hungría bajo el reinado de Esteban I (1000–1038). No existen documentos escritos anteriores al siglo XI.
El húngaro antiguo nació, se piensa, alrededor del año 896, cuando los húngaros ocuparon la llanura panónica, se asentaron y construyeron su propio estado. Las primeras fuentes escritas del húngaro son unas anotaciones en un fuero de la Abadía de Tihany (1055), que contiene múltiples términos húngaros, incluyendo la expresión feheruuaru rea meneh hodu utu rea, "subiendo el camino militar hacia Fehérvár", en referencia al solar donde se construyó la abadía. El resto del documento está escrito en latín. Por otra parte, el primer texto completamente escrito en húngaro es el Sermón funerario y oración (en húngaro, Halotti beszéd és könyörgés), escrito entre los años 1192 y 1195, que es una traducción o reescritura de un sermón anterior en latín. Por otra parte, el poema más antiguo conservado es el titulado Lamentaciones de María, del siglo XIII, que igualmente es una traducción bastante libre de un texto latino anterior. Es también el texto más antiguo conservado en ninguna lengua ugrofinesa. Tanto el Sermón funerario como las Lamentaciones resultan difíciles de leer y entender para un hablante contemporáneo de húngaro, en especial porque el alfabeto latino de 26 caracteres no se adaptaba bien para representar todos los sonidos del húngaro, y los signos diacríticos y las dobles grafías no se habían establecido todavía.

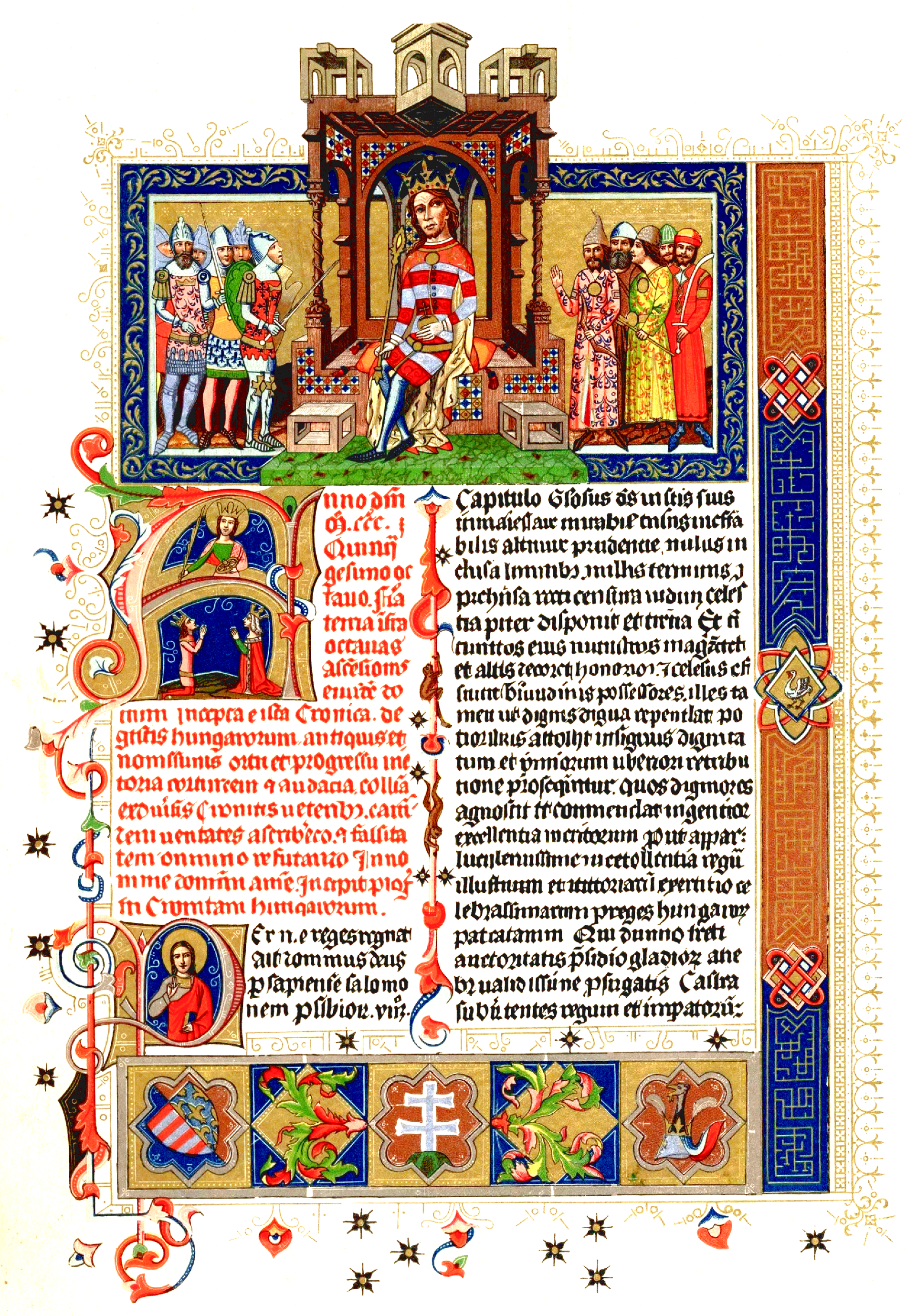
Página ilustrada de la Képes Krónika

Durante la Edad Media y hasta bien entrado el Renacimiento la principal lengua de escritura en Hungría era el latín. Entre los documentos más importantes escritos en latín en esta época se encuentran las Admoniciones de San Esteban a su hijo el Príncipe Emerico. También se compusieron crónicas sobre la historia de Hungría, como la Gesta Hungarorum ("Hechos de los húngaros"), de autor desconocido, y la Gesta Hunnorum et Hungarorum ("Hechos de los hunos y los húngaros"), de Simon Kézai, ambas en latín. Estas crónicas mezclan realidad histórica y leyenda, por lo que deben ser tomadas con cautela como fuentes históricas. Otra crónica medieval es la Képes krónika (Chronicon pictum o "Crónica ilustrada"), escrita por el rey Luis I de Hungría.

## Renacimiento y barroco
La literatura del Renacimiento floreció en Hungría bajo el reinado de Matías Corvino (1458–1490). Janus Pannonius, aunque escribió en latín, está considerado como una de las principales figuras de la literatura húngara, por ser el único poeta humanista significativo. También durante el reinado de Matías Corvino se fundó la primera imprenta de Hungría, por András Hess, en Buda. El primer libro impreso en Hungría fue la Chronica Hungarorum.
En 1526, la mayor parte de Hungría cayó bajo la ocupación otomana, por lo que esta fecha se considera el comienzo del Periodo Medio de Hungría. Los poetas más importantes de esta época son Bálint Balassi (1554–1594) y Nikola Zrinski (1620–1664). La poesía de Balassi presenta influencias medievales, y sus poemas pueden clasificarse en tres secciones: poesía amorosa, poesía de guerra y poesía religiosa. Por su parte, la obra más significativa de Zrínyi es el poema épico Szigeti veszedelem, escrito en 1648-49 con una estructura similar a la Ilíada: en él se narra la Batalla de Szigetvár, en la que murió el abuelo del poeta.
En el ámbito de la literatura religiosa, la obra más importante de esta época es la traducción de la Biblia realizada por Gáspár Károli, pastor protestante de Gönc, en 1590. Esta traducción se conoce como la Biblia de Vizsoly, a partir del nombre del pueblo en que se publicó. Otra obra religiosa significativa es la Leyenda de Santa Margarita, copiada por Lea Ráskai hacia 1510 a partir de un texto anterior hoy perdido.
Las obras escritas en latín son numerosas en este periodo; István Szamosközy, Baranyai Decsi János, Miklós Istvánffy, János Bethlen y Farkas Bethlen, Ferenc Forgách, etcétera, escriben importantes obras históricas desde el siglo XVI al siglo XVII.

## Ilustración y reforma lingüística
A finales del siglo XVII, Hungría pasó de estar dominado por Turquía a formar parte del Imperio austrohúngaro. La Ilustración húngara se retrasó unos cincuenta años en comparación con los países más occidentales, pero finalmente las nuevas ideas llegaron a Hungría a través de Viena: la publicación de libros aumentó significativamente, pese a la existencia de censura política y religiosa. Los primeros ilustrados fueron los autores conocidos como testőr írók (guardaespaldas húngaros de la Emperatriz María Teresa I de Austria): György Bessenyei (1747-1811), que experimenta el profundo influjo de Voltaire (El rey Matías es poco menos que una versión de la Henriada; sus tragedias están elaboradas sobre modelos volterianos; para la comedia se inspira en Marivaux y para sus ensayos en los ingleses); János Batsányi, etc. Los poetas más importantes de esta época fueron Mihály Csokonai Vitéz, Dániel Berzsenyi (quien compone Odas al estilo de las de Horacio, de tal manera que se gana el sobrenombre de "el Horacio húngaro") y Lőrinc Orczy. La literatura de esta época abunda en memorias e introsecciones, aunque una de las obras más significativas, debida a un transilvano, pertenece al género epistolar: se trata de las Cartas desde Turquía de Kelemen Mikes.
Durante la Ilustración también se llevó a cabo la reforma de la lengua húngara, para adaptarla a los nuevos tiempos, los avances científicos y los nuevos inventos. El principal impulsor de esta reforma fue Ferenc Kazinczy, que dominó con su autoridad el ambiente literario de la época. Debido a esta reforma, y a los cambios producidos en la literatura húngara a lo largo del siglo XVIII (sobre todo en su último tercio), se suele considerar que es en este momento cuando nace la literatura húngara moderna.

## ElsigloXIX

### Romanticismo

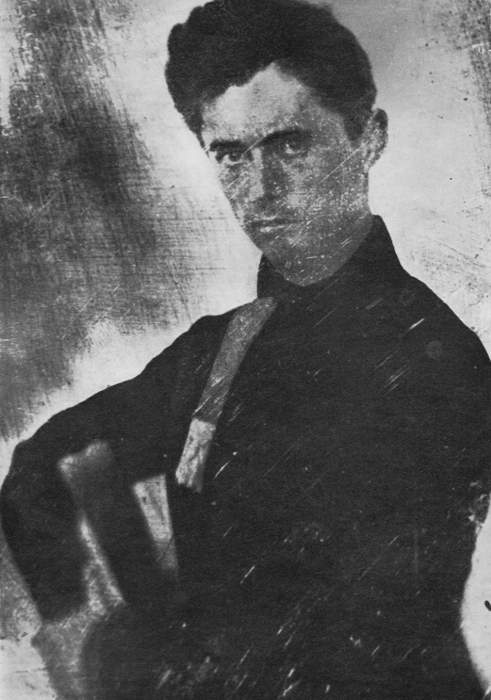
Daguerrotipo de Sándor Petőfi.

A comienzos del siglo XIX, el centro cultural de Hungría se trasladó a Pest, donde surgió una nueva generación de escritores, conocida como "Círculo Aurora", contrarios al maestrazgo de Kazinczy. A este grupo pertenecían, entre otros, el fundador de la revista que daba nombre al grupo, Károly Kisfaludy, hermano del también poeta Sándor Kisfaludy, el historiador Ferenc Toldy o József Bajza, que jugó un importante papel como crítico; el único gran poeta de la época que se situaba fuera de este círculo, y que aceptaba al ilustrado Kazinczy como maestro fue Ferenc Kölcsey.
Sin embargo, el poeta que llevó a cabo la tan esperada tarea de escribir una épica nacional húngara fue Mihály Vörösmarty, autor de Zalán futása ("La huida de Zalán"), en 1825, basado en el relato de la conquista de Hungría por los Árpáds contenido en la Gesta Hungarorum. En esta época también se desarrolló por primera vez el teatro en húngaro, con la fundación del Teatro Nacional de Hungría (1837), aunque hubo que esperar al redescubrimiento de la obra Bánk Bán, de József Katona (escrita en 1815 pero no estrenada hasta 1839, nueve años después de la muerte de su autor) para que este nuevo teatro alcanzase niveles verdaderamente artísticos. También la novela experimentó una especial efervescencia durante este periodo, con más de 200 novelas publicadas solo en el primer tercio del siglo XIX. Entre estos primeros novelistas destaca József Eötvös, autor de El notario del pueblo (1844-1846) o Hungría en 1514, convertidas posteriormente en obras clásicas de la literatura húngara.
También al movimiento Romanticismo pertenece, aunque con una personalidad propia muy marcada, Sándor Petőfi, el considerado "poeta nacional" de Hungría. Su poesía bebe fundamentalmente de fuentes populares y folklóricas, y en ella Petőfi adopta distintas voces y personalidades, en ocasiones con intención satírica. Petőfi desapareció misteriosamente en la Batalla de Segesvár (o Sighişoara), durante la Revolución Húngara de 1848, lo que contribuyó a aumentar aún más su fama y su estatus como poeta nacional.

### Desilusión y novela
Tras el fracaso de la Revolución húngara de 1848 contra la dominación de los Habsburgo, el país se sumió en un periodo de desilusión, que afectó también a las artes y en concreto a la literatura. Sin autores de primera fila, las revistas se llenaron de autores mediocres, casi amateurs. En el campo de la poesía, solo destaca la figura de János Arany, cuya obra maestra, Toldi (1847), fue acogida por Petőfi con júbilo. El máximo representante de la prosa política es por su parte Zsigmond Kemény, autor también de novelas históricas y psicológicas como Pál Gyulai (1847) en las que se transparenta el pesimismo y el irracionalismo de la época. Lo mismo puede decirse de las obras de Imre Madách, autor de un poema dramático titulado La tragedia del hombre (1860), que se sitúa en la línea de obras como el Caín de Lord Byron, el Fausto de Goethe o Peer Gynt, de Henrik Ibsen, que tratan sobre el destino humano. Otros poetas de esta época son László Arany (hijo de János Arany), János Vajda o Gyula Reviczky.
El único autor que, por su espíritu escapista y su optimismo infantil, logró escapar al tenebrismo de la época, fue el novelista Mór Jókai, autor de más de cien volúmenes de prosa de ficción (entre novelas y cuentos) en los que se respira un romanticismo idealista, hipersensible y melodramático. Jókai fue elegido por sus compatriotas como el gran poeta del siglo XIX, y sus obras llenas de exotismo y de héroes improbables se compraban y se leían apasionadamente. Lo mismo sucede con Kálmán Mikszáth, el novelista húngaro más popular después de Jókai, autor de obras en las que describe el ambiente rural de su infancia.

## ElsigloXX

### Hasta la Primera Guerra Mundial
A finales del siglo XIX, Budapest se había convertido en una de las ciudades más modernas de Europa, como mostró la "exposición milenaria" de 1896 para conmemorar el nacimiento de la nación; sin embargo, esta fachada lujosa y ostentosa ocultaba graves problemas, no solo políticos, sino sobre todo sociales y económicos, con una gran parte de la población sumida en la pobreza y un número creciente de parados. La literatura de los primeros años del siglo es más ensayística que narrativa o poética. En esta época se forma por ejemplo el llamado Círculo del Domingo, cuyo líder era el filósofo y crítico literario Georg Lukács, y entre cuyos miembros se contaban el sociólogo Karl Mannheim y el poeta y dramaturgo Béla Balázs. Poco puede decirse por ejemplo del teatro de esta época, caracterizado por el agotamiento de los modelos anteriores y la aparición de autores jóvenes, como Ferenc Molnár o Menyhért Lengyel, autores de obras ligeras, bien trabadas y fáciles de exportar al extranjero. 

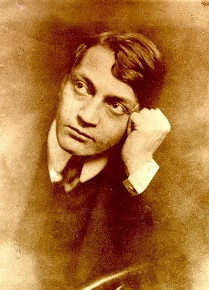
Endre Ady.

En el campo de la poesía, la figura más importante de esta época es József Kiss, de origen judío, quien si bien como poeta ocupa un lugar secundario, fue un importante editor, especialmente a través de su revista La Semana en la que publicaban sobre todo —aunque no únicamente— autores húngaro-judíos, como Tamás Kóbor o Sándor Bródy. A este grupo pertenecía también el novelista Zoltán Ambrus, autor de El rey Midas, y otros escritores de relatos breves, como Jenő Heltai, Viktor Cholnoky y Zoltán Thury. Al mismo tiempo que estas tendencias se desarrollaban en la capital, en otra ciudad húngara, Szeged, comenzaba a expandirse en regionalismo húngaro, gracias a novelistas como István Tömörkény o Ferenc Móra, que retrataban la vida de los campesinos húngaros sin excesiva idealización.
La primera década del siglo XX también vio la aparición, el 1 de enero de 1908, de otra importante revista literaria, Nyugat, que contribuyó sustancialmente a la modernización de la literatura húngara: alrededor de ella se reunió un importante grupo de poetas, críticos y novelistas de altísimo nivel, entre los que destacan Endre Ady, Gyula Krúdy o Aladár Schöpflin. Otros importantes escritores relacionados con esta revista, que dejó de publicarse en 1941, incluyen a Mihály Babits, Dezső Kosztolányi, Gyula Juhász, Árpád Tóth, Frigyes Karinthy o Margit Kaffka, así como a representantes de una nueva generación en la que destacan Lőrinc Szabó, József Fodor, István Vas, József Berda o Anna Hajnal
Había otras tendencias alternativas al grupo de los Nyugat, que también pretendían una modernización de la literatura húngara, como la de tendencia socialista, personificada en Attila József, considerado uno de los mejores escritores del país, o las experimentaciones vanguardistas —también cercanas al socialismo— del grupo de Lajos Kassák.

### Periodo de entreguerras
Tras el floreciente periodo anterior a la Primera Guerra Mundial, la posguerra fue un periodo de depresión para la nación húngara, que vio cómo el Tratado de Trianon le privaba de dos tercios de su territorio histórico, para otorgárselo a las naciones vecinas. Esta derrota llevó al surgimiento de un nacionalismo húngaro más agresivo, que se vinculó fuertemente con el cristianismo, y se caracterizó por su anticomunismo y su antisemitismo. En esta tendencia se situaba por ejemplo el historiador Gyula Szekfű, quien, sin embargo, se apartaría de este nacionalismo a medida que los elementos racistas se hicieron más evidentes. 
Significativamente, la revista literaria más influyente de este periodo llevaba por nombre Este (como oposición a Nyugat, Occidente), coeditada por el influyente crítico János Horváth y Cécile Tormay, quien también destacó como novelista. Otros autores de novela histórica de esta época son Miklós Surányi, János Komáromi e Irén Gulácsy, o el también nacionalista Gyula Somogyvári. Otros autores de la época tendieron al neocatolicismo, gracias a revistas como la Revista Católica o Vigilia. A esta tendencia pertenecieron poetas como Lajos Harsányi, Sándor Sík o László Mécs, o el novelista Béla Just.
Una línea muy distinta de las anteriores, pero igualmente influyente, la constituyeron los escritores populistas (népi), denominación acuñada por Mihály Babits para designar a un grupo de autores que, a diferencia de los agrupados en torno a Nyugat, decidieron recuperar las formas literarias y los temas tradicionales de Hungría. Además de Dezső Szabó, a quien se considera un precursor, formaban parte de este grupo de "poetas populistas" escritores como László Németh, János Kodolányi, Pál Szabó o Dénes Barsi. Entre los poetas asociados con este populismo destaca Gyula Illyés, considerado uno de los poetas fundamentales de la literatura húngara del siglo XX.
En este periodo se produce además, como ya se ha indicado anteriormente, la desanexión de una parte importante de los territorios de la Hungría histórica, entre ellos Transilvania, que pasó a depender de Rumania, y donde comenzaron a crearse nuevos centros culturales. Entre los principales autores transilvanos de entreguerras se encuentra Károly Kós, importante impulsor de esta nueva identidad cultural transilvana. 
Durante los años de la Segunda Guerra Mundial, por otra parte, los judíos húngaros fueron confinados en ghettos y en campos de concentración, donde muchos murieron. Entre ellos se encontraban poetas como György Sárközi y Miklós Radnóti, narradores como Károly Pap o Endre Gelléri, o historiadores como Antal Szerb.

### Periodo comunista
Hungría, aliada del Eje Roma-Berlín-Tokio y derrotada por lo tanto en la Segunda Guerra Mundial, quedó bajo el control de la URSS, personificado en Mátyás Rákosi, líder del Partido Comunista local. Tras unos primeros años en que la vida cultural comenzó a reorganizarse entre las ruinas con relativa rapidez y libertad, a comienzos de los años 1950 todo estaba ya férreamente controlado por los aparatos del estado comunista, dirigidos fundamentalmente por József Révai. 
Aunque su trayectoria literaria nació y se estableció sólidamente durante el periodo de entreguerras, Sándor Márai es quizás el autor que mejor representa la deriva de la literatura húngara durante el periodo de dominio comunista. Novelista, ensayista y autor de diarios y memorias de indudable valor como Confesiones de un burgués o ¡Tierra, tierra!, tras la ocupación de Hungría por parte del Ejército Rojo, Márai se vio obligado a exiliarse ena Italia primero y en Estados Unidos después. Los escritores que optaron por permanecer en Hungría tuvieron que elegir entre el ostracismo o la sumisión.
La situación se volvió algo más abierta hacia 1953, cuando una nueva política algo más liberal, establecida por Imre Nagy, intentó que los escritores se expresaran con mayor libertad; este aperturismo fue sin embargo segado de nuevo por Révai y sus colaboradores, que intentaron volver a la situación de control anterior. Sin embargo, los escritores habían adquirido ya un importante papel como expresión de los deseos de mayor libertad que estallaron en la Revolución húngara de 1956, brutalmente aplastada por el ejército soviético. Entre los escritores que encabezaron este movimiento está Tibor Déry, quien fue obligado a "reescribir" su trilogía La frase inacabada por no adaptarse a los principios del realismo socialista, encarcelado después y amnistiado en 1960. Similar fue el destino del dramaturgo Gyula Háy, encarcelado tras la Revolución y liberado el mismo año que Déry. Otros escritores, como Zoltán Zelk, fueron abiertamente partidarios del régimen estalinista.
Tras el aplastamiento de la Revolución, intentar volver al control férreo del estalinismo era imposible; la oposición fue suprimida duramente en los años 1956 y 1957, pero ya en 1960 se produjo una primera amnistía. En un intento por mostrar una mayor apertura, se renunció al principio del realismo socialista como única tendencia literaria válida, y se animó a escritores veteranos del periodo de entreguerras a publicar. También se permitió la publicación de obras extranjeras, aunque no fueran afines al ideario comunista. Escritores representativos de esta época son los poetas Sándor Weöres, anteriormente catalogado como "individualista" y "formalista", Lajos Nagy, Ágnes Nemes Nagy o János Pilinszky. En la prosa, Magda Szabó, represaliada entre 1949 y 1956 por razones políticas, vio sus novelas publicadas y exitosas. Otros novelistas como Endre Fejes, György Moldova o Gyula Fekete comenzaron a escribir obras que planteaban preguntas que habían sido tabú durante los años 1950, como la situación real de la clase trabajadora, o la cuestión judía en Hungría.

## La literatura húngara desde la caída del régimen comunista
Desde la desaparición del régimen comunista en 1989, Hungría se ha incorporado a la cultura y la política de la Europa Occidental, como demuestra su adhesión a la Unión Europea en 2004. Esta apertura puede haber contribuido a un mayor conocimiento de la literatura húngara fuera de Hungría. Autores como Sándor Márai o Magda Szabó han sido ampliamente traducidos y elogiados en el extranjero, y el escritor húngaro Imre Kertész recibió el Premio Nobel de Literatura en 2002. También han surgido otros autores más jóvenes, como Péter Esterházy, todavía poco conocidos fuera de su país de origen.

## Galería

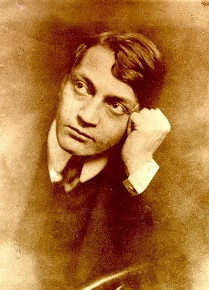
Endre Ady
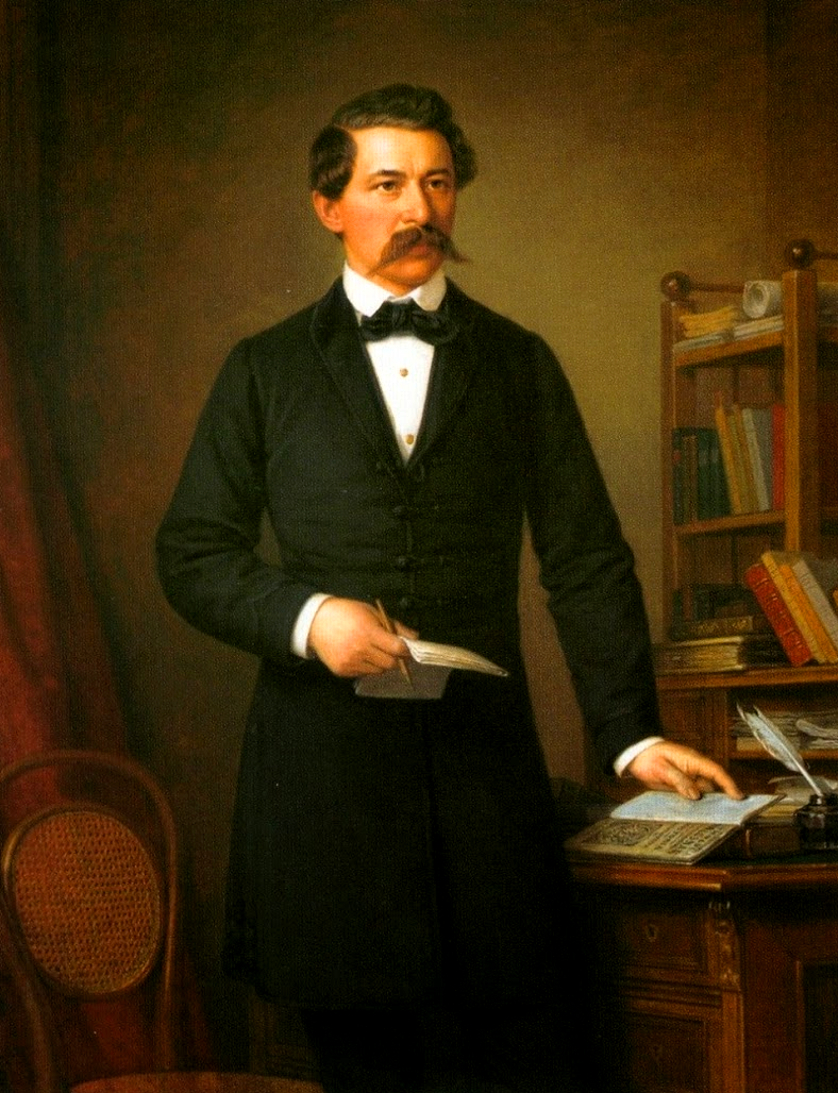
János Arany
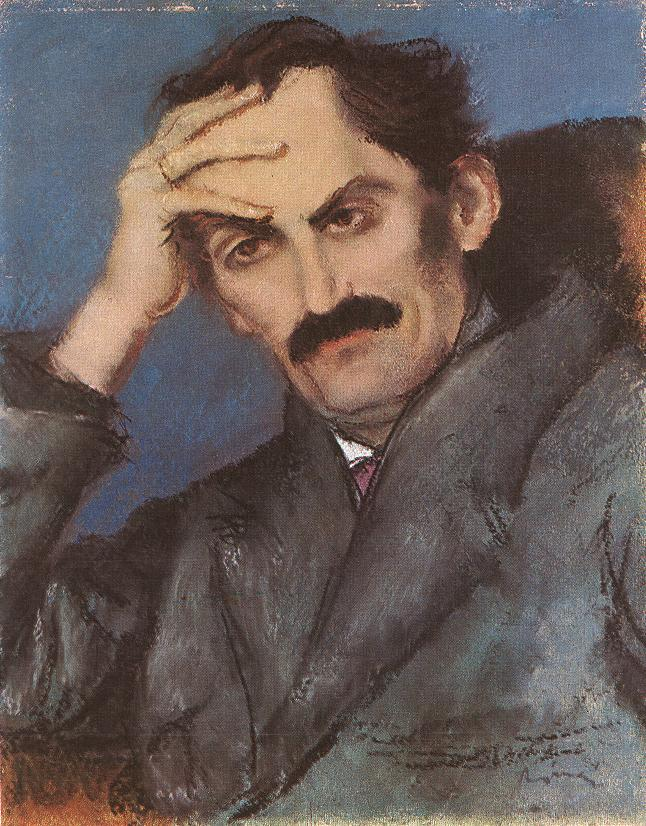
Mihály Babits
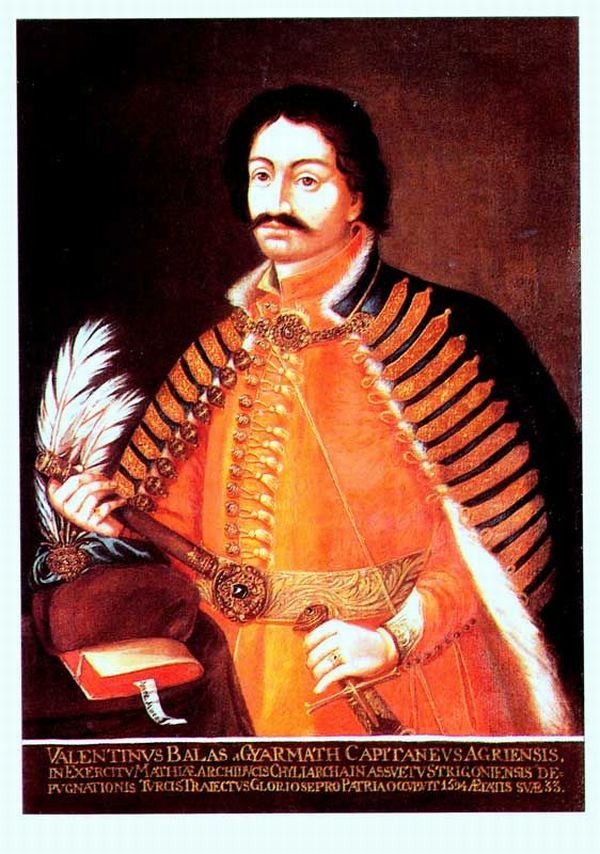
Bálint Balassi
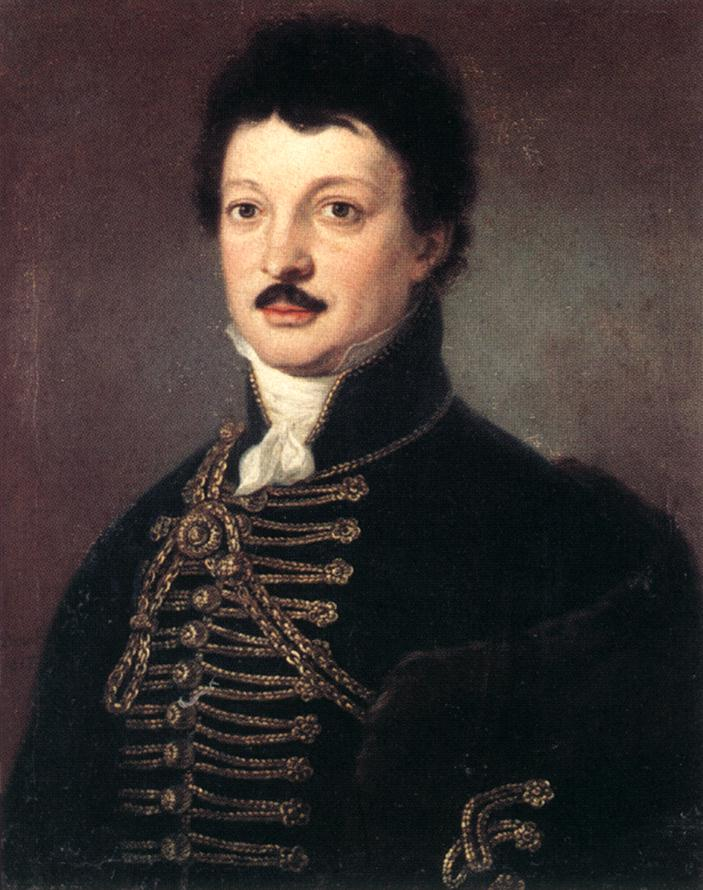
Dániel Berzsenyi
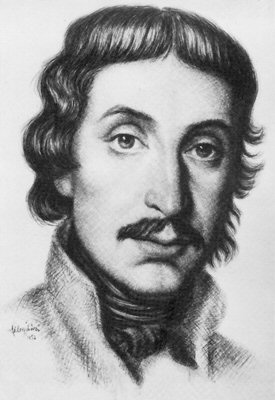
Mihály Csokonai Vitéz
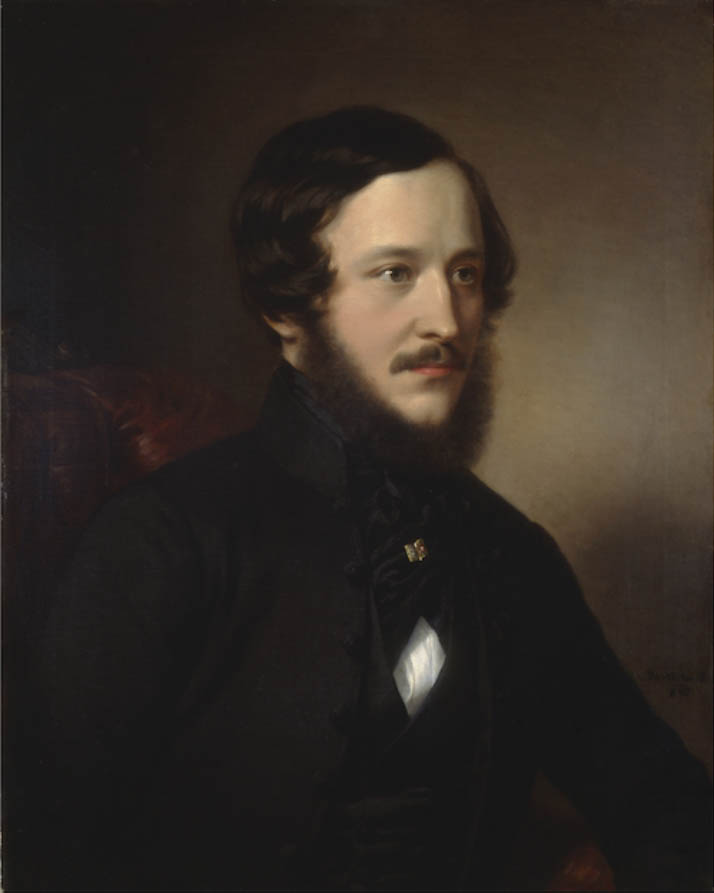
József Eötvös
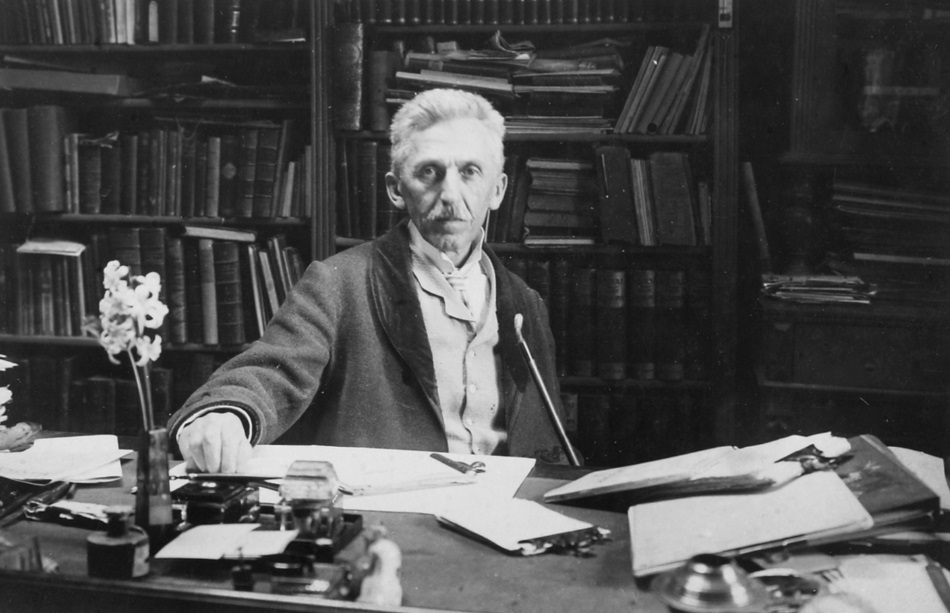
Géza Gárdonyi
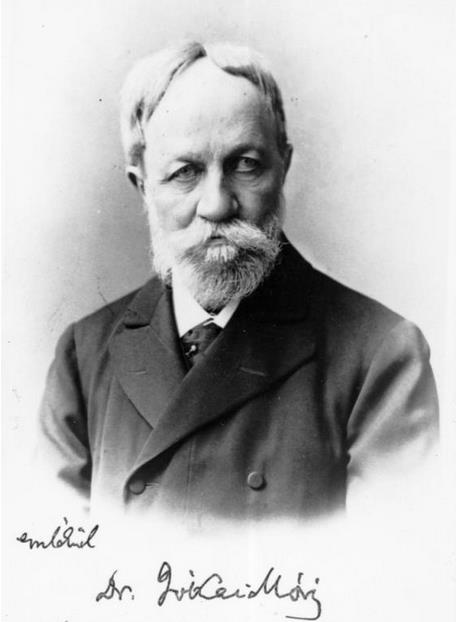
Mór Jókai
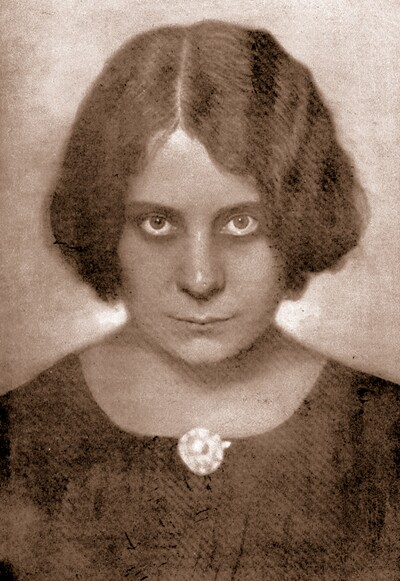
Margit Kaffka
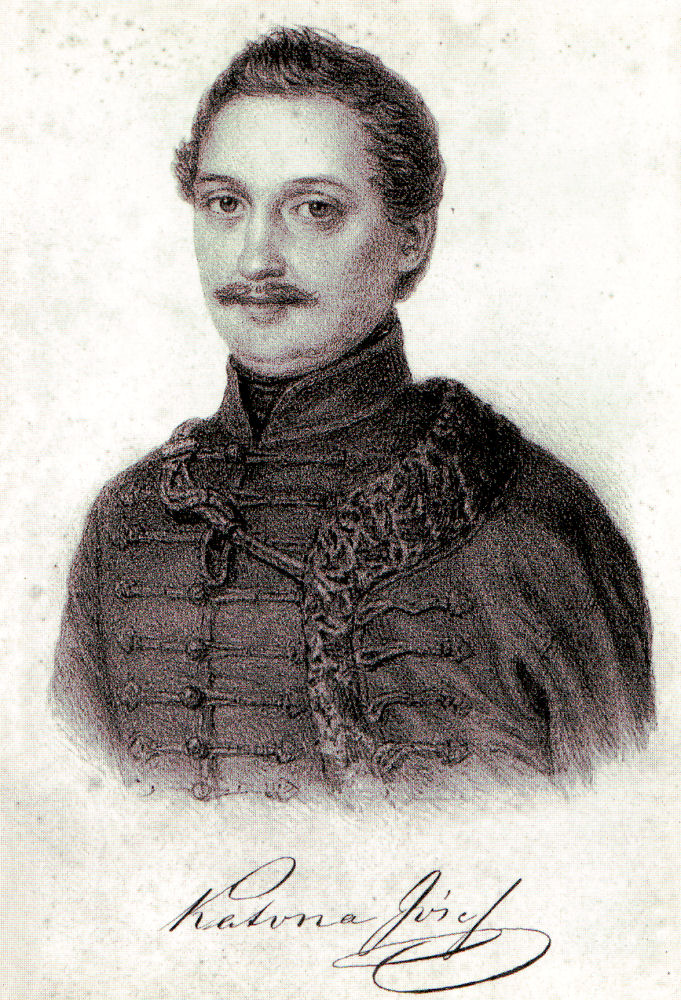
József Katona
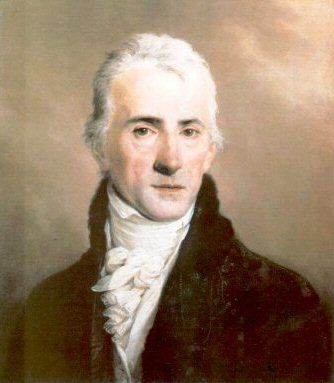
Ferenc Kazinczy
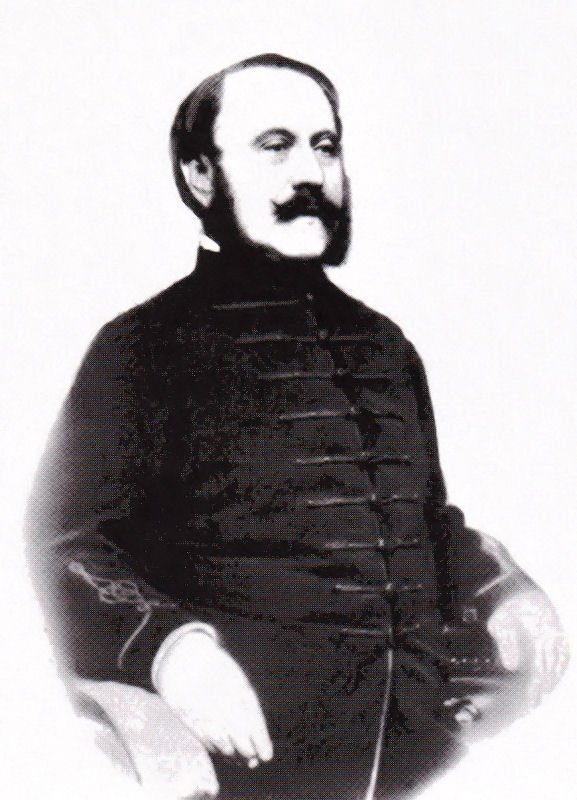
Zsigmond Kemény
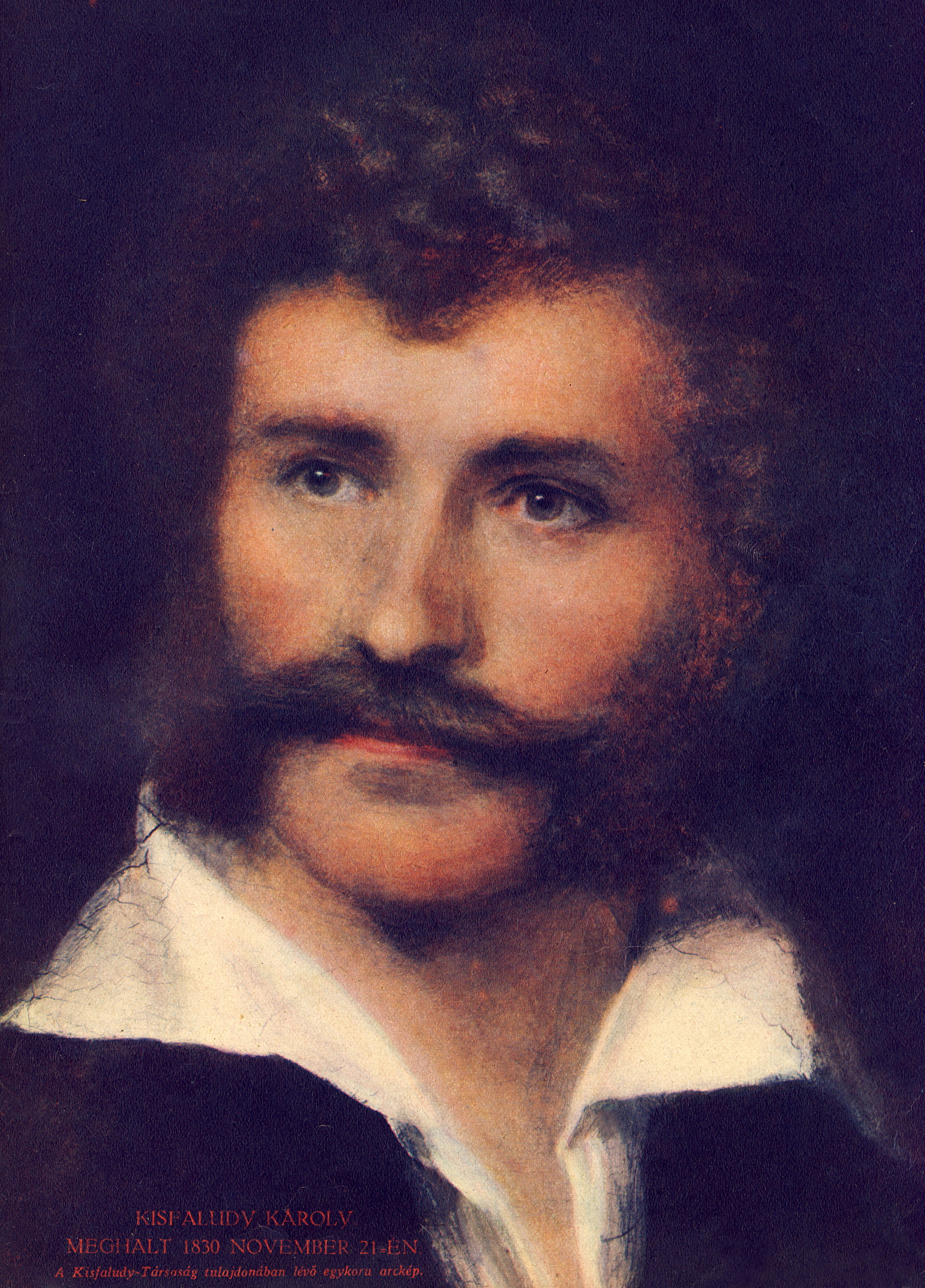
Károly Kisfaludy
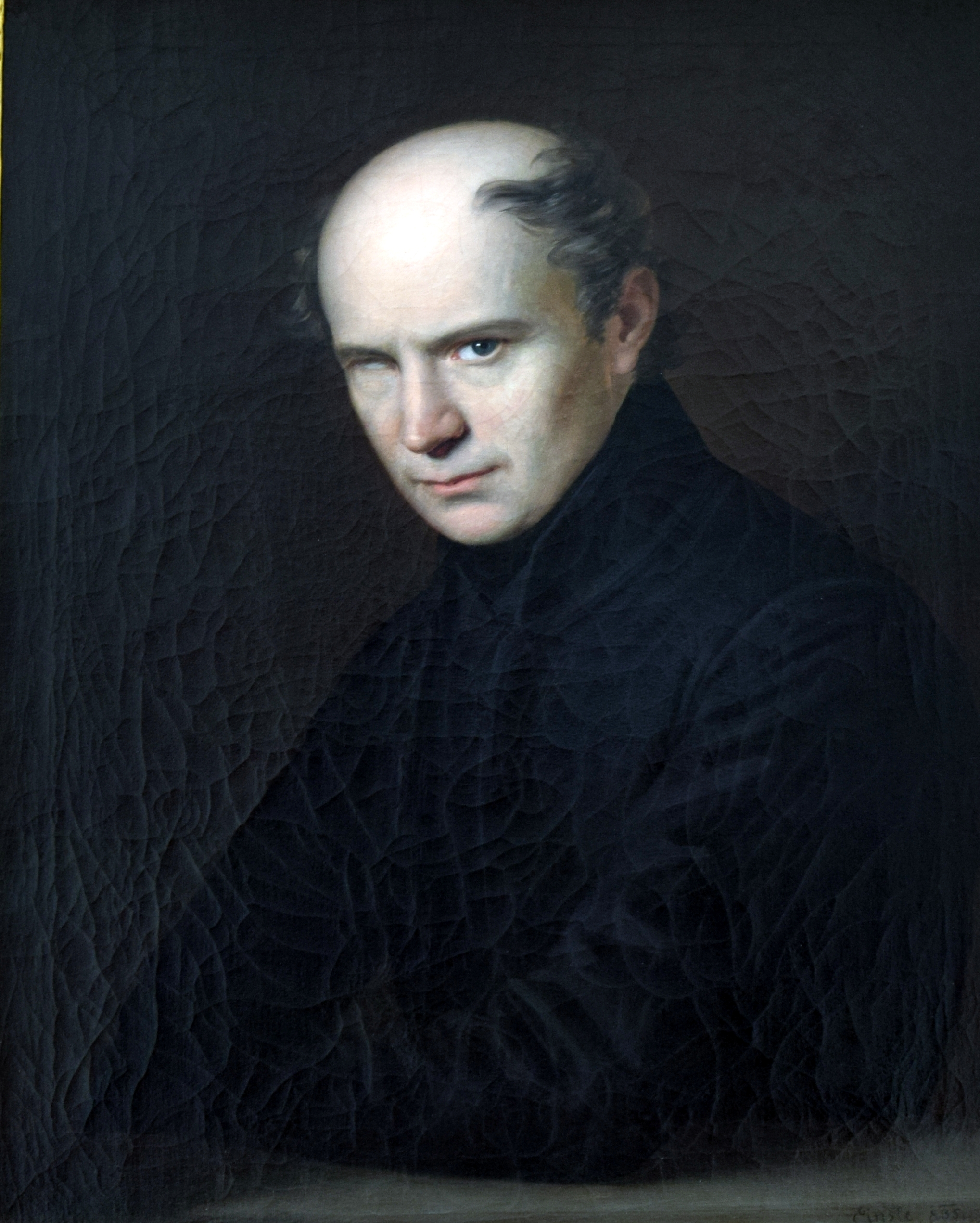
Ferenc Kölcsey
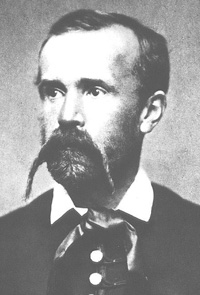
Imre Madách
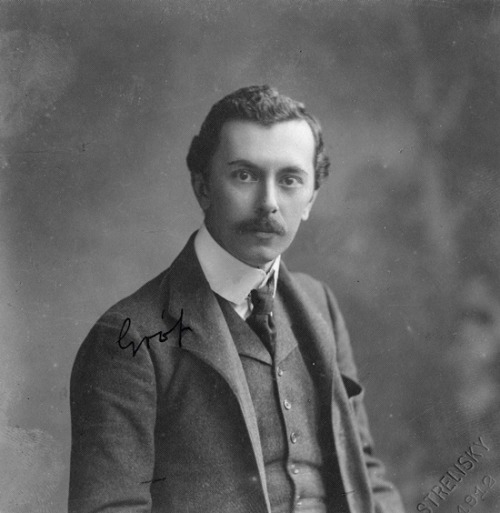
Miklós Bánffy
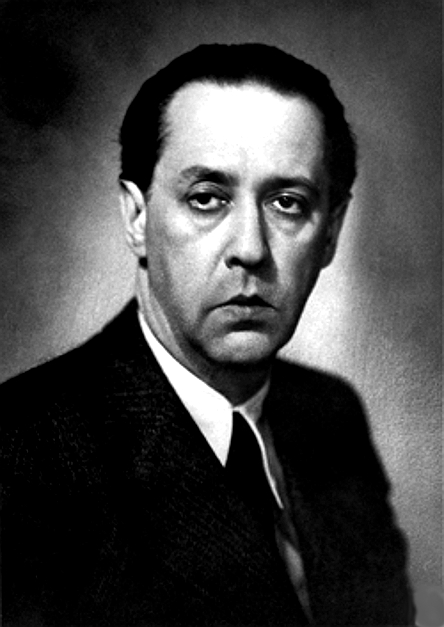
Sándor Márai
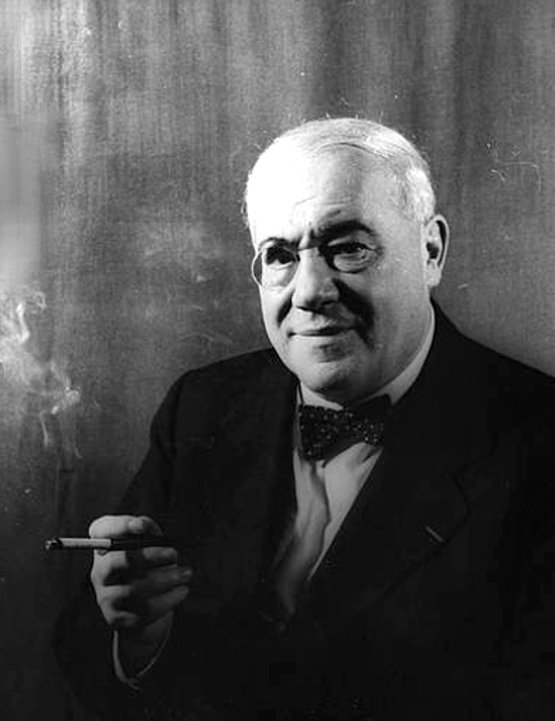
Ferenc Molnár
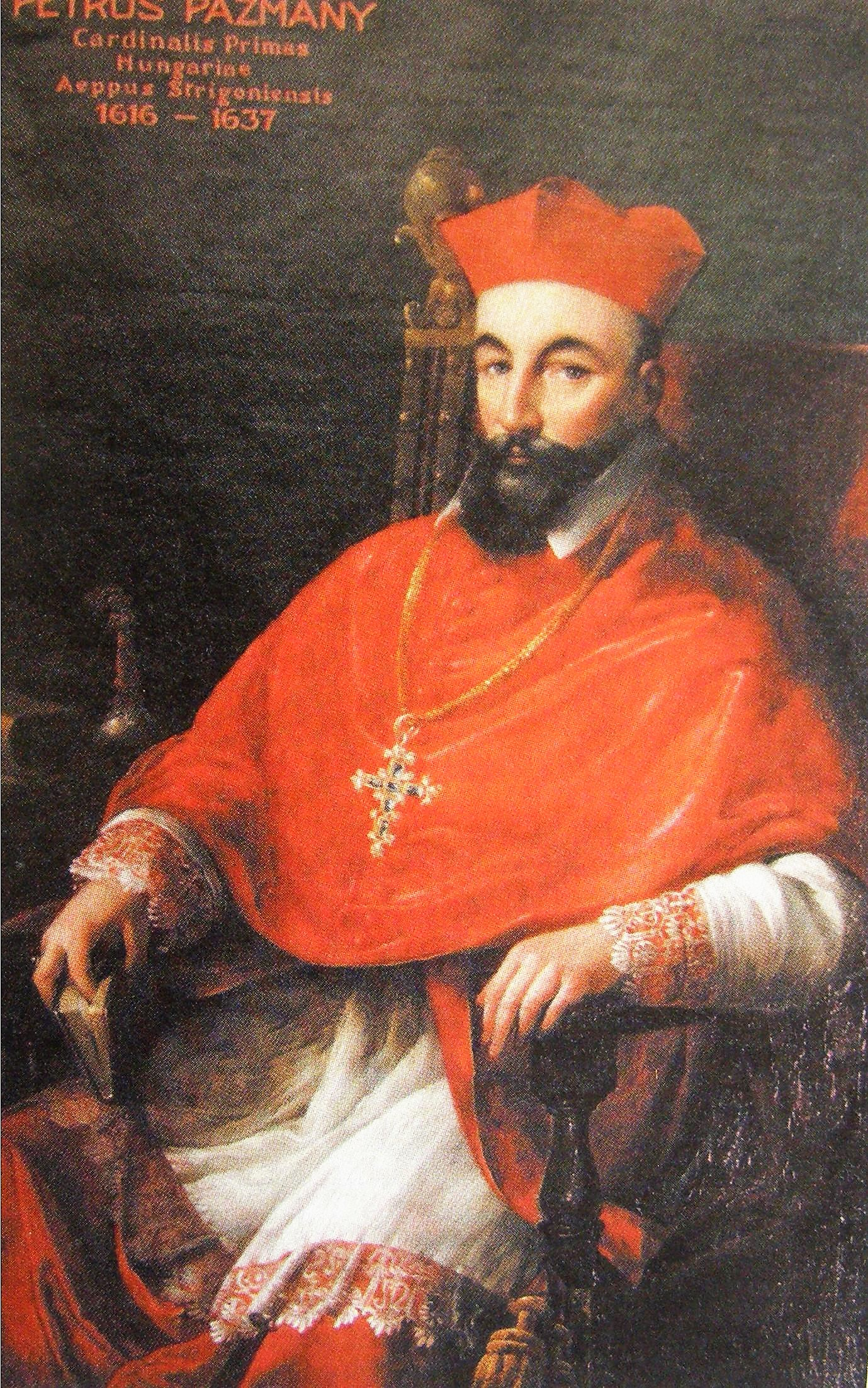
Péter Pázmány
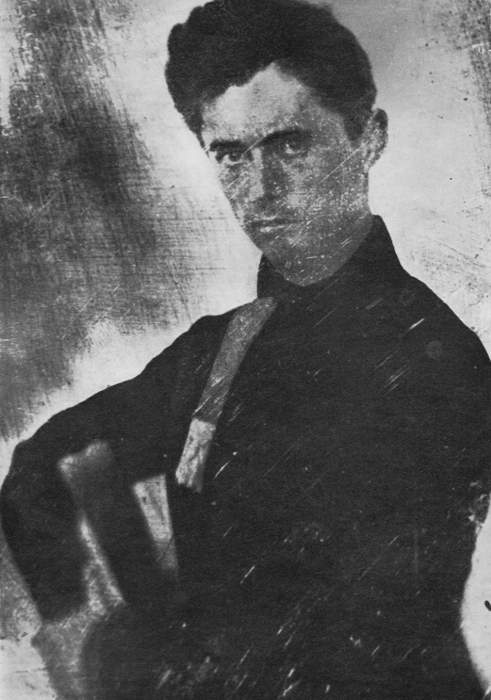
Sándor Petőfi
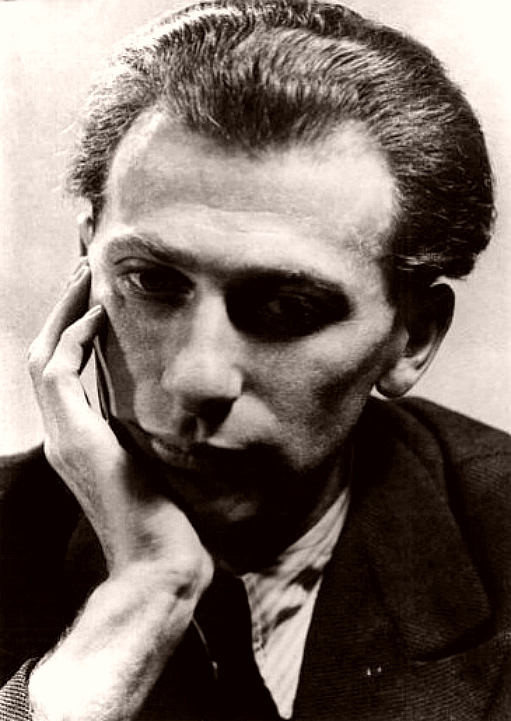
Miklós Radnóti
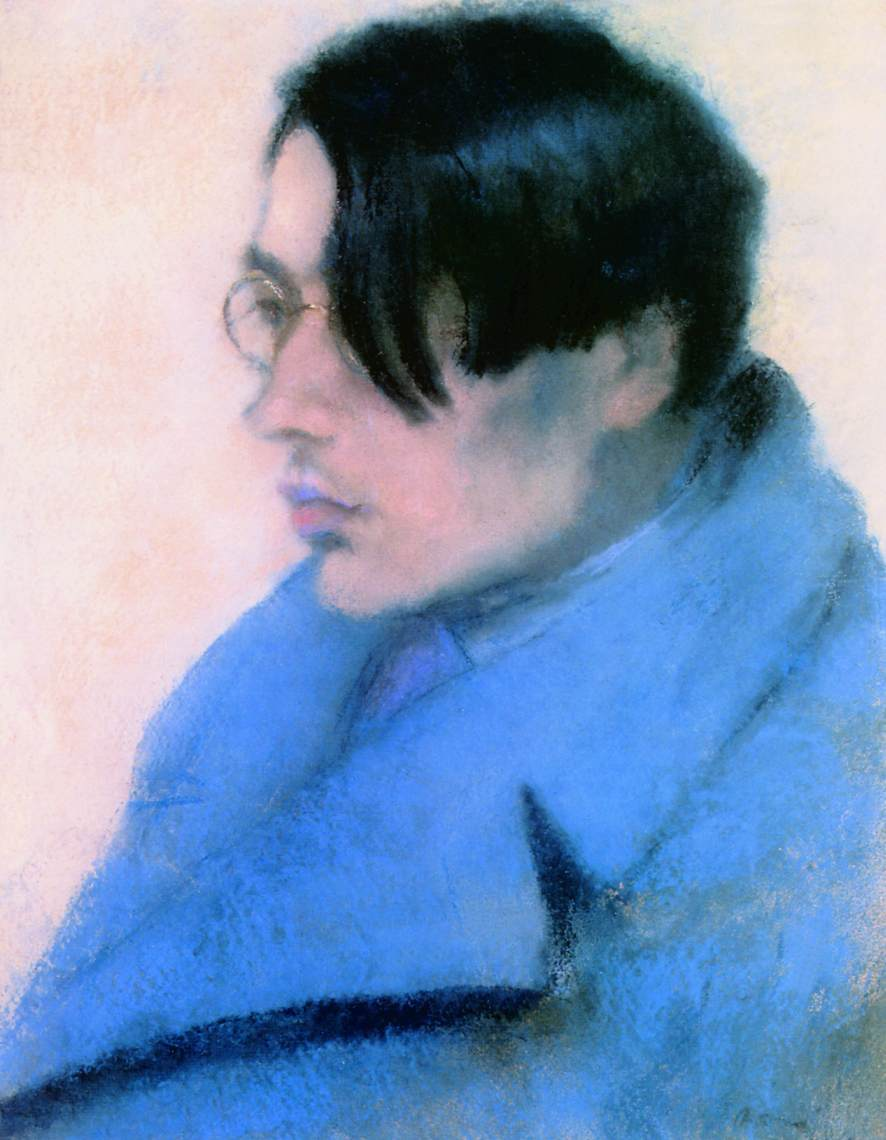
Lőrinc Szabó
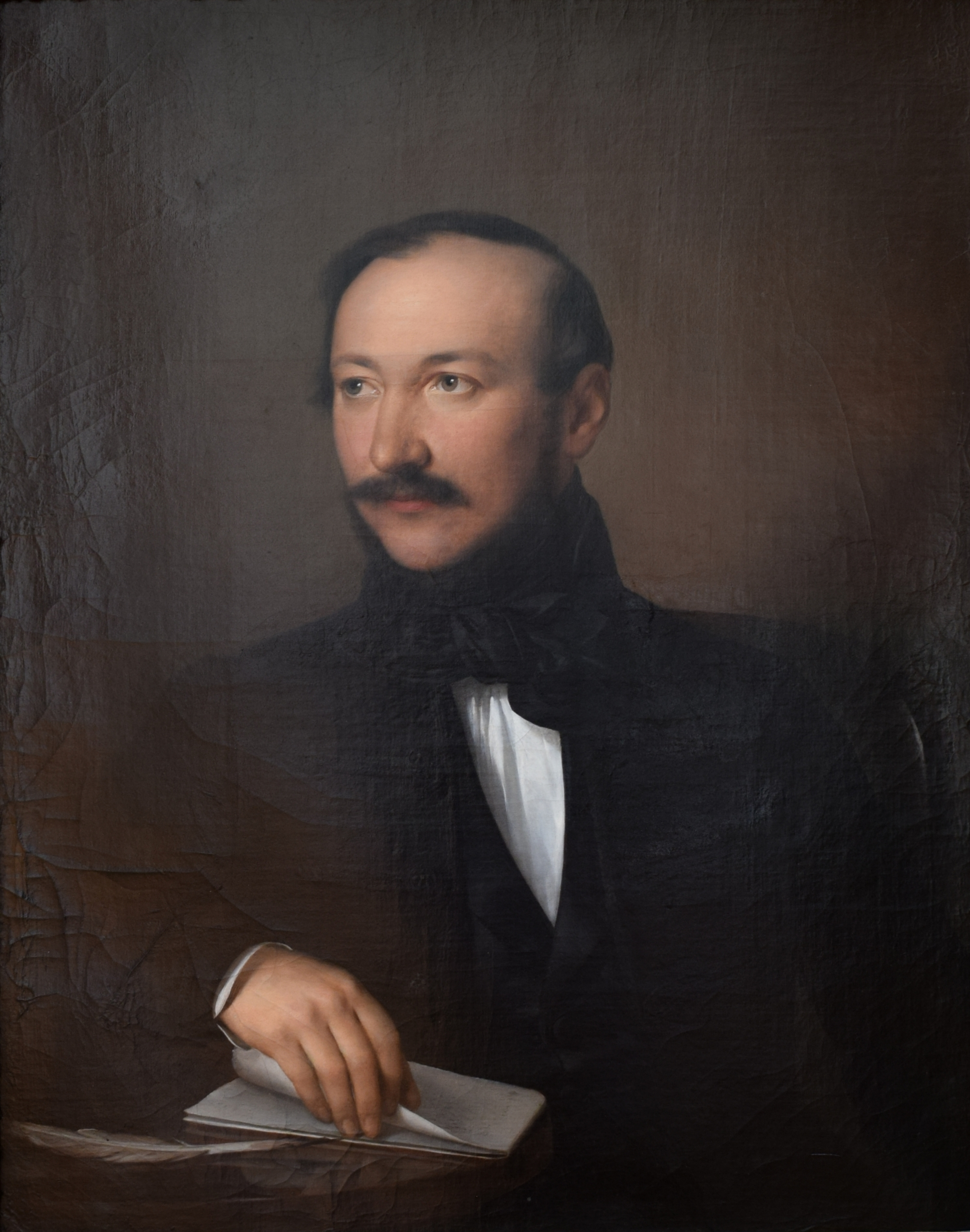
Mihály Vörösmarty
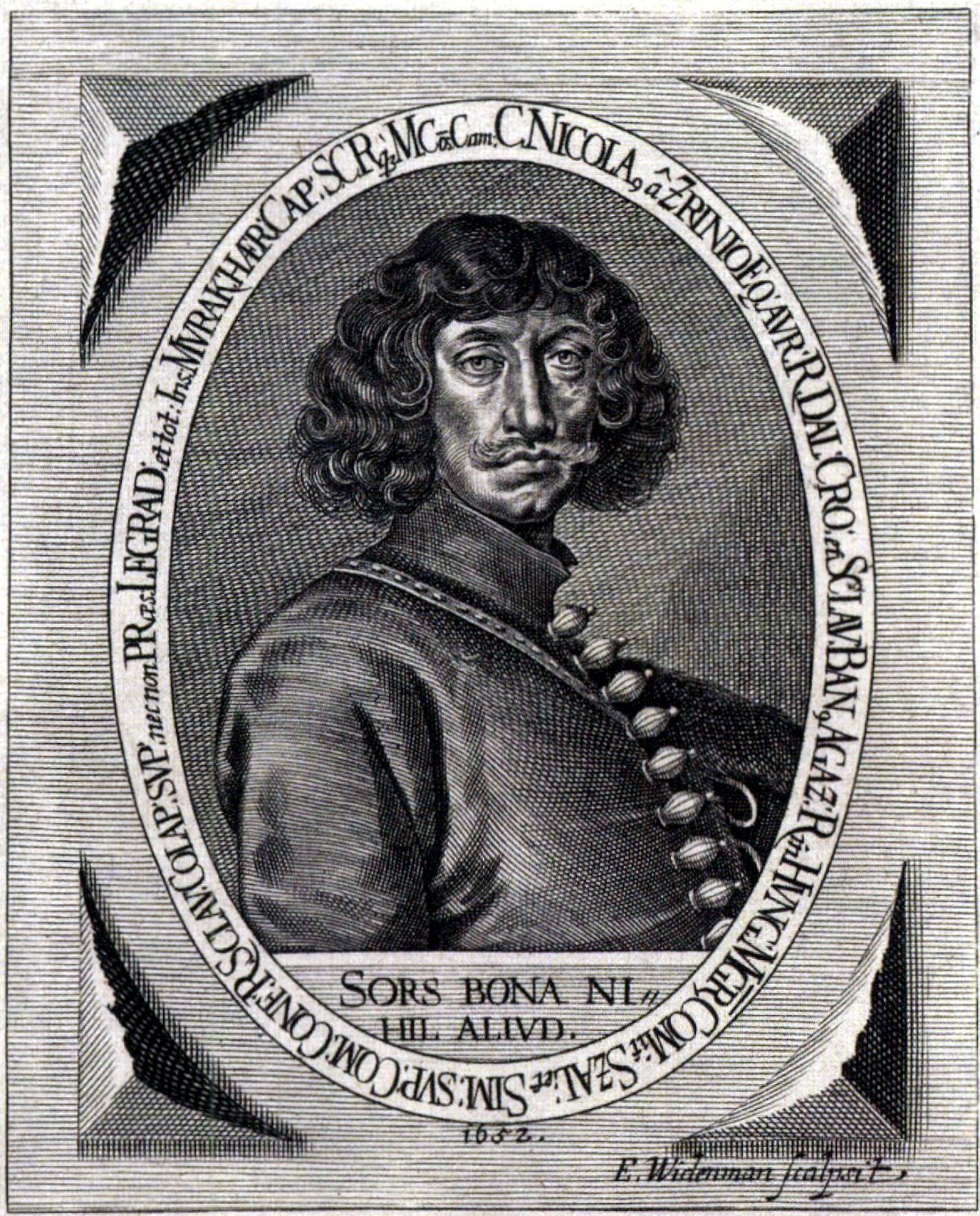
Miklós Zrínyi
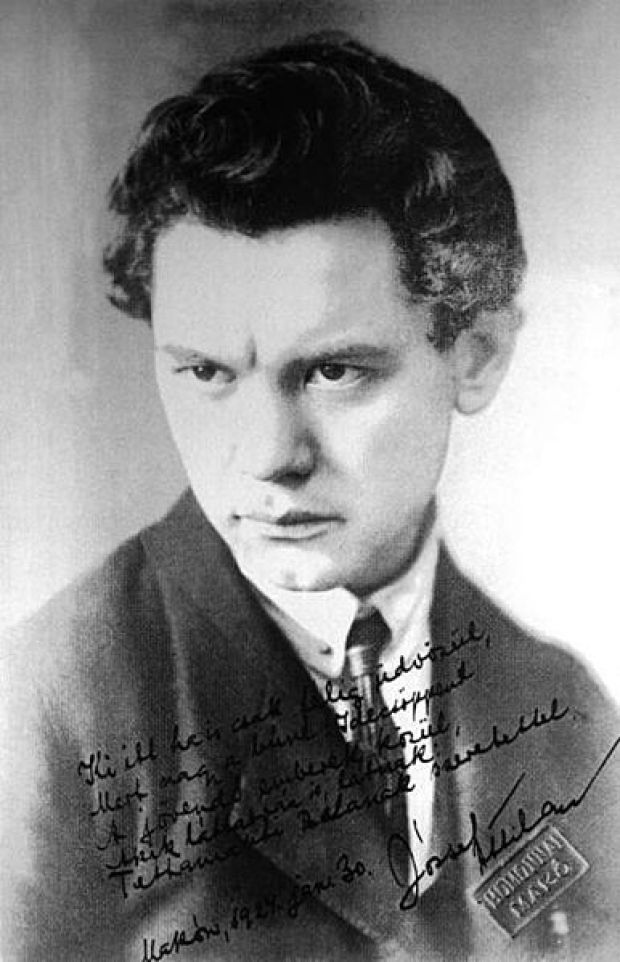
Attila József
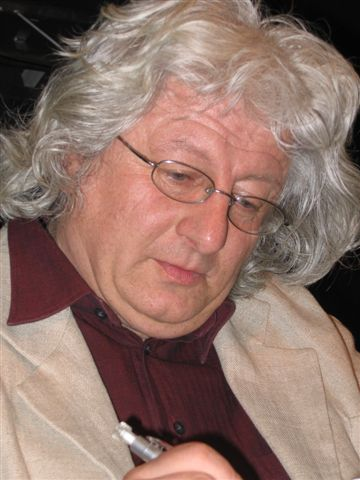
Péter Esterházy
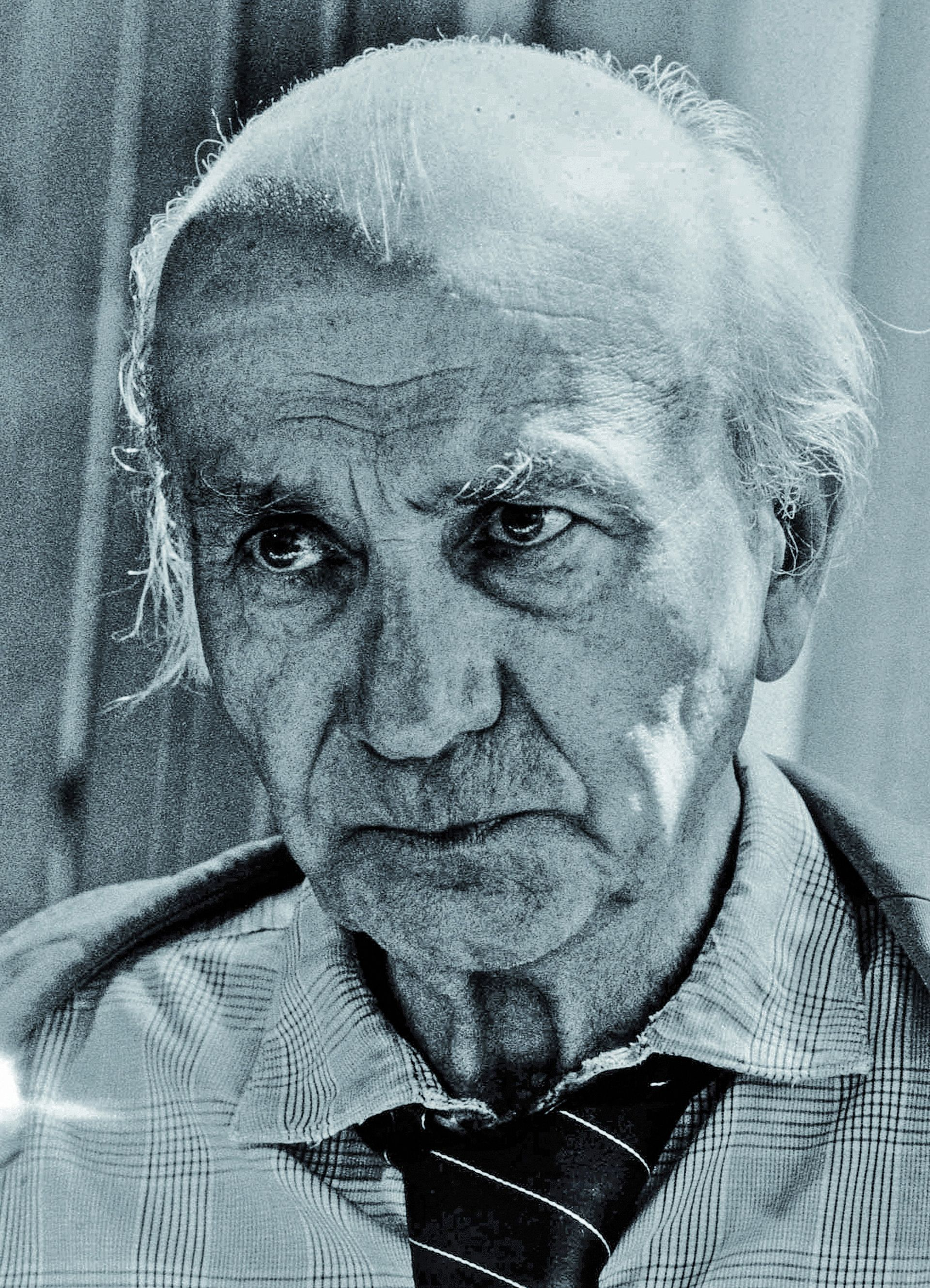
Gyula Illyés